# Liste der Biografien/Krah
Liste der Biografien |
Portal Biografien |
Personensuche
# |
A |
B |
C |
D |
E |
F |
G |
H |
I |
J |
K |
L |
M |
N |
O |
P |
Q |
R |
S |
T |
U |
V |
W |
X |
Y |
Z |
?
 
Ka |
Kb |
Kc |
Kd |
Ke |
Kf |
Kg |
Kh |
Ki |
Kj |
Kl |
Km |
Kn |
Ko |
Kp |
Kr |
Ks |
Kt |
Ku |
Kv |
Kw |
Ky |
Kx |
Kz
 
Kra |
Krb |
Krc |
Kre |
Krg |
Krh |
Kri |
Krj |
Krk |
Krl |
Krm |
Krn |
Kro |
Krp |
Krs |
Krt |
Kru |
Kry |
Krz
 
Kraa |
Krab |
Krac |
Krad |
Krae |
Kraf |
Krag |
Krah |
Krai |
Kraj |
Krak |
Kral |
Kram |
Kran |
Krap |
Krar |
Kras |
Krat |
Krau |
Krav |
Kraw |
Krax |
Kray |
Kraz
Die Liste der Biografien führt alle Personen auf, die in der deutschsprachigen Wikipedia einen Artikel haben. Dieses ist eine Teilliste mit 84 Einträgen von Personen, deren Namen mit den Buchstaben „Krah“ beginnt.

## Krah
- Krah, Adam (1837–1909), deutscher Jurist, Präsident des Oberlandesgerichts Celle
- Krah, Adelheid, deutsche Historikerin
- Krah, August Friedrich (1792–1848), deutscher Politiker
- Krah, Eduard (1820–1896), deutscher Gymnasiallehrer und Altphilologe
- Kräh, Mareen (* 1984), deutsche Judoka
- Krah, Maximilian (* 1977), deutscher Politiker (AfD), MdEPMaximilian Krah (* 1977)

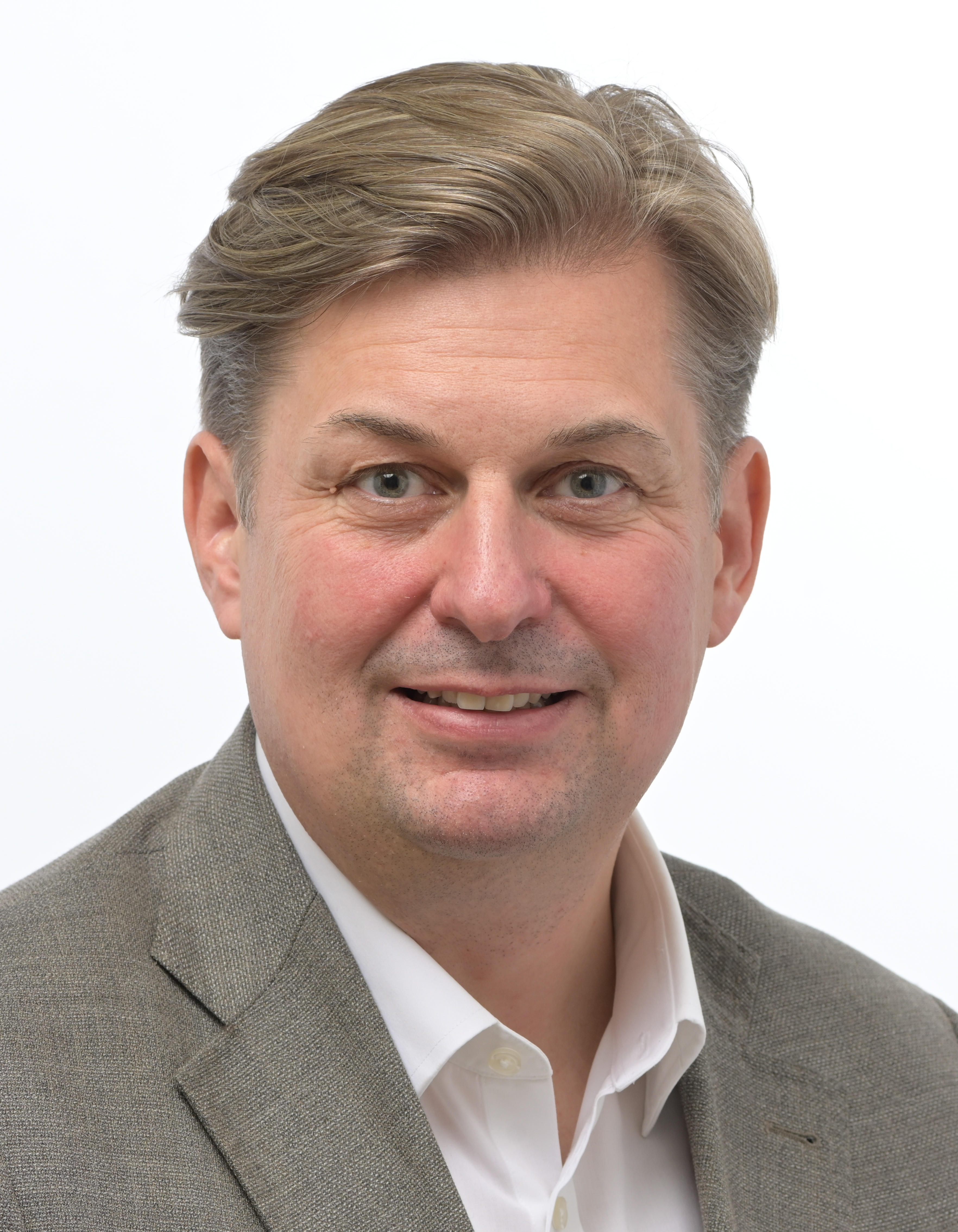
Maximilian Krah (* 1977)

- Krah, Michael (* 1966), deutscher Brigadegeneral der Luftwaffe
- Krah, Waldemar (1874–1930), deutscher Fregattenkapitän im Ersten Weltkrieg und Vorsitzender der Marine-Offizier-Vereinigung

### Krahe
- Krahe, Alexander von (1617–1660), kurfürstlich-sächsischer Untermarschall, Kammerherr und Rittergutsbesitzer
- Krahé, Barbara (* 1955), deutsche Sozialpsychologin und Hochschullehrerin
- Krahe, Friedrich Maria (1804–1888), deutscher Architekt
- Krahe, Günther (1928–2021), deutscher Prähistoriker
- Krahe, Hans (1898–1965), deutscher Philologe und Linguist
- Krahé, Josef (1884–1952), deutscher Schauspieler, Hörspielsprecher, Regisseur und Schriftsteller
- Krahe, Lambert (1712–1790), deutscher Maler, Kunstsammler, Galeriedirektor und Kunstlehrer
- Krahe, Peter Joseph (1758–1840), deutscher Architekt
- Krahe, Susanne (1959–2022), deutsche evangelische Theologin und Schriftstellerin
- Krahe, Wilhelm (1839–1921), deutscher Architekt und braunschweigischer Baubeamter
- Krahelska, Halina (1886–1945), polnische Schriftstellerin
- Krahelska-Filipowicz, Wanda (1886–1968), polnische PPS-Aktivistin, Mitbegründerin von Żegota
- Krähenbühl, Claire (* 1942), Schweizer Schriftstellerin und Künstlerin
- Krähenbühl, Étienne (1935–1985), Schweizer Dirigent und Musiker
- Krähenbühl, Étienne (* 1953), Schweizer Bildhauer, Klangplastiker, Graveur und Zeichner
- Krähenbühl, Joel (* 1985), Schweizer Unihockeyspieler
- Krähenbühl, Jörg (* 1946), Schweizer Politiker (SVP)
- Krähenbühl, Martina (* 1984), Schweizer Duathletin
- Krähenbühl, Nadine (* 1995), Schweizer Unihockeyspielerin
- Krähenbühl, Pierre (* 1966), Schweizer DiplomatPierre Krähenbühl (* 1966)

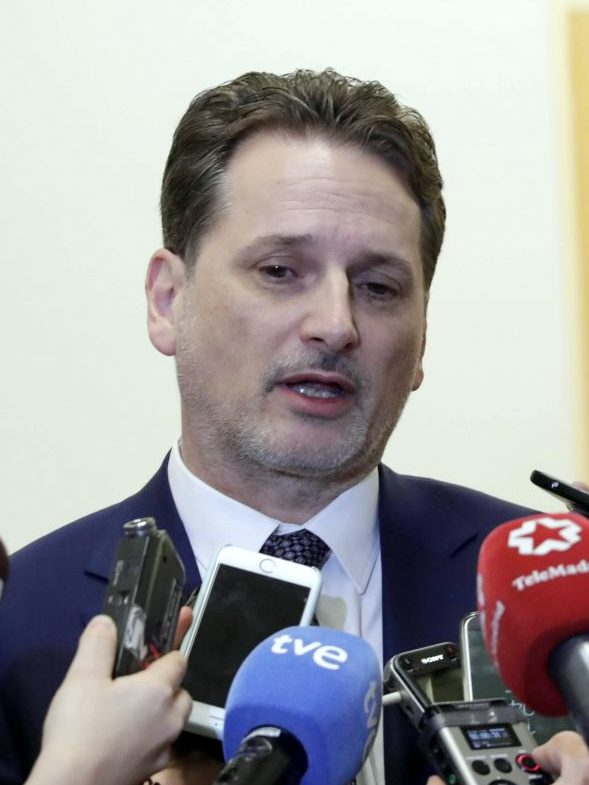
Pierre Krähenbühl (* 1966)

- Krähenbühl, Samuel (* 1977), Schweizer Politiker (SVP)
- Krähenbühl, Sebastian (* 1974), Schweizer Schauspieler und Hörspielsprecher

### Krahf
- Krahforst, Gereon (* 1973), deutscher Organist
- Krahforst, Hermann (1872–1943), deutscher Kunstmaler

### Krahl
- Krahl, Andreas (* 1989), deutscher Politiker (Bündnis 90/Die Grünen), MdL
- Krahl, Ben (* 1984), deutscher Musiker (Bassist, Komponist) und Musikproduzent
- Krahl, Bianca (* 1973), deutsche Schauspielerin, Synchronsprecherin, Synchronregisseurin und Dialogbuchautorin
- Krahl, Ernst August (1858–1926), deutsch-österreichischer Heraldiker
- Krahl, Hans-Jürgen (1943–1970), deutscher Studentenaktivist der 68er-Bewegung, Vorstandsmitglied des Sozialistischen Deutschen Studentenbundes (SDS)
- Krahl, Hartmut (* 1940), deutscher Sportmediziner
- Krahl, Hilde (1917–1999), österreichische Schauspielerin
- Krahl, Ignatius (1828–1886), tschechischer Ordensgeistlicher
- Krahl, Johannes (* 1999), deutscher Organist
- Krahl, Judith (* 2001), deutsche Radrennfahrerin
- Krahl, Julian (* 2000), deutscher Fußballtorwart
- Krahl, Karl (1819–1891), deutsch-österreichischer Genealoge und Heraldiker
- Krahl, Maik (* 1991), deutscher Jazzmusiker (Trompete, Komposition)
- Krahl, Robert (1858–1922), sächsischer Generalmajor
- Krahl, Toni (* 1949), deutscher RockmusikerToni Krahl (* 1949)

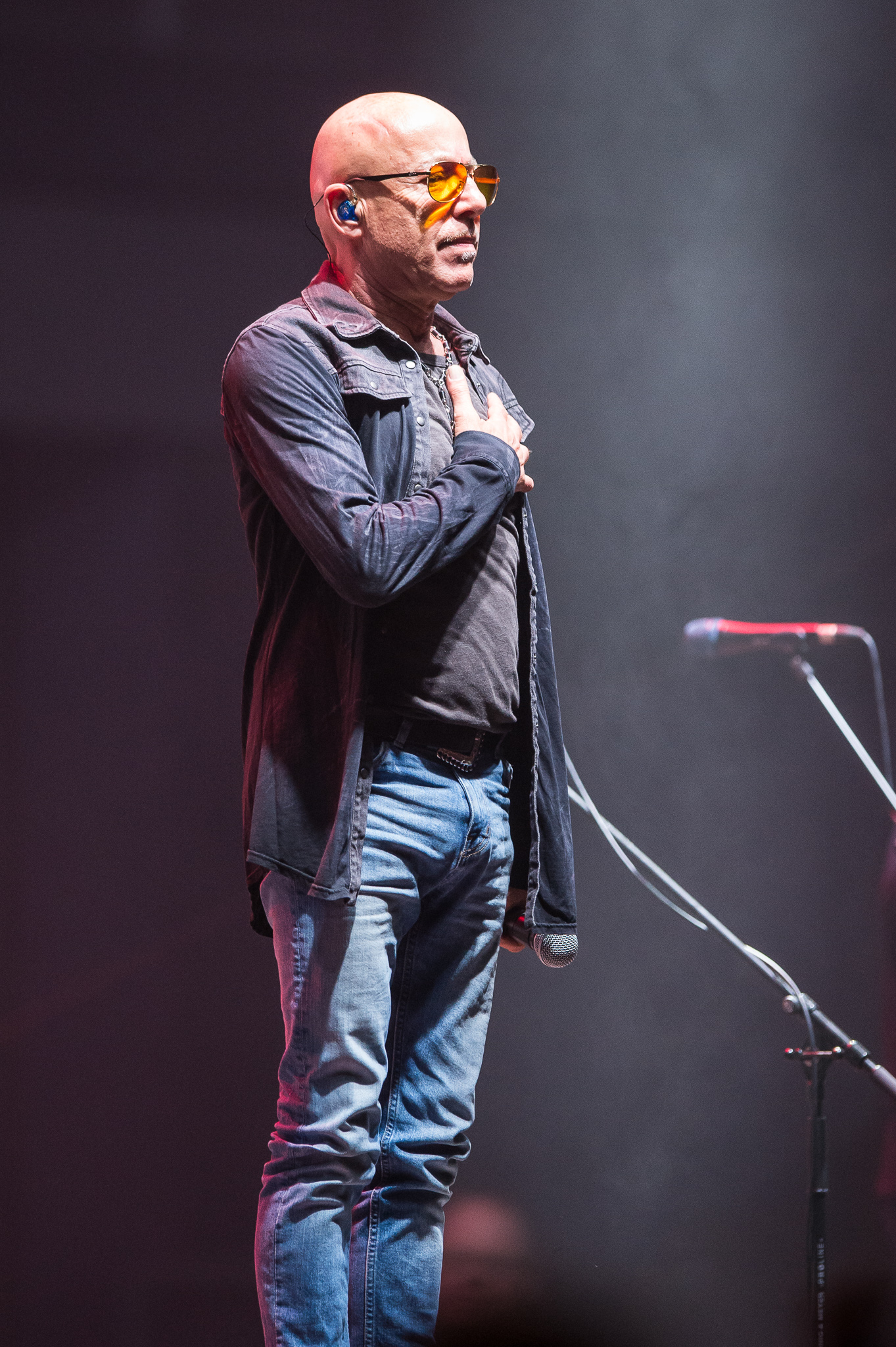
Toni Krahl (* 1949)

### Krahm
- Krahmann, Elke (* 1969), deutsche Politikwissenschaftlerin und Hochschullehrerin
- Krahmer, Carlo (1914–1976), britischer Jazz-Schlagzeuger und Jazz-Label-Gründer
- Krahmer, Constantin (* 1986), deutscher Jazzmusiker (Piano, Synthesizer)
- Krähmer, Ernest (1795–1837), Oboist, Flötist, Komponist
- Krahmer, Felix (1853–1907), deutscher Verwaltungsbeamter
- Krahmer, Franz (1851–1930), deutscher Verwaltungsjurist in Preußen
- Krahmer, Gerhard (1890–1931), deutscher klassischer Archäologe
- Krahmer, Gustav (1839–1905), deutscher Offizier, zuletzt Generalmajor und Schriftsteller
- Krahmer, Heinrich (1782–1843), deutscher Architekt und Baubeamter
- Krahmer, Heinz (1941–1992), deutscher Bauunternehmer und Politiker (FDP), MdBB
- Krahmer, Herbert (1917–1975), deutscher Jurist und Kommunalpolitiker
- Krahmer, Holger (* 1970), deutscher Politiker (FDP), MdEP
- Krahmer, Jello (* 1995), deutscher Ringer
- Krahmer, Ludwig (1810–1895), deutscher Pharmakologe
- Krahmer, Wilhelm (1846–1922), deutscher Rittergutsbesitzer, und Politiker, MdR
- Krahmer-Möllenberg, Erich (1882–1942), deutscher Jurist

### Krahn
- Krahn, Annike (* 1985), deutsche FußballspielerinAnnike Krahn (* 1985)

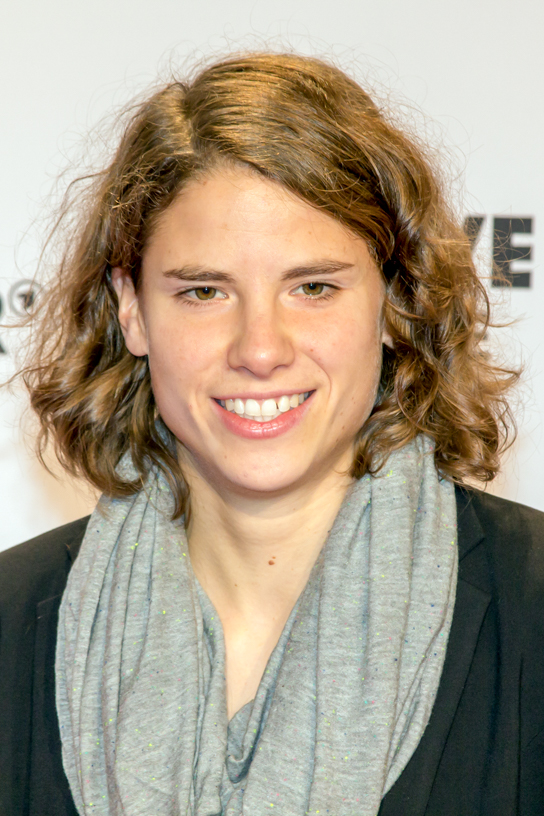
Annike Krahn (* 1985)

- Krahn, Brent (* 1982), kanadischer Eishockeytorwart
- Krahn, Carl (1881–1956), deutscher Architekt
- Krahn, Cornelius (1902–1990), deutsch-ukrainischer Theologe, Hochschullehrer für Kirchengeschichte, Autor und Herausgeber
- Krahn, Edgar (1894–1961), estnischer Mathematiker
- Krahn, Elijah (* 2003), deutscher Fußballspieler
- Krahn, Friedrich Wilhelm († 1883), deutscher Richter und Parlamentarier
- Krahn, Johannes (1908–1974), deutscher Architekt
- Krahn, Jonas (* 1984), deutscher Apnoetaucher
- Krahn, Julia (* 1978), deutsche Künstlerin
- Krahn, Maria (1896–1977), deutsche Schauspielerin und Synchronsprecherin
- Krahn, Martin (* 1987), deutscher Schauspieler
- Krahnen, Hans-Joachim (1916–2015), deutscher Privatbankier
- Krahnen, Jan Pieter (* 1954), deutscher Hochschullehrer, Professor für Kreditwirtschaft und Finanzierung
- Krahner, Max (1904–1997), deutscher SS-Hauptsturmführer und Führer des Sonderkommandos 1005-Mitte
- Krahnert, Gustav (1858–1941), deutscher Maler
- Krahnert, Rico, deutscher Eiskunstläufer und Fernsehproduzent
- Krahnke, Wolfgang (* 1952), deutscher Fußballtorhüter
- Krahnstöver, Anni (1904–1961), deutsche Politikerin (SPD), MdL, MdB
- Krahnstöver, Heinrich (1883–1966), deutscher Jurist

### Krahu
- Krahuletz, Johann (1848–1928), österreichischer Geologe und Prähistoriker